# Laila Westersund
Laila Bylitta Westersund, född 27 mars 1942 i Trollhättan, död 22 februari 2011 i Göteborg, var en svensk sångerska, skådespelare och revyartist.

## Biografi
Laila Westersund scendebuterade vid fyra års ålder tillsammans med sin dragspelande far. Hon var själv duktig på olika musikinstrument och började spela dragspel när hon var fyra år, trummor när hon var fem, piano vid nio års ålder och skaffade sig en gitarr vid fyllda femton. 1957 vann hon en amatörtävling i Uddevalla Folkets Park som Hagge Geigert anordnade tillsammans med tidningen Bohusläningen. Det var förmodligen där hon döptes till "Yrvädret från Trollhättan". Hon fick uppträda i Kungsträdgården i Stockholm, hos Topsy Lindblom på Nalen och på Rondo i Göteborg.
Det stora genombrottet kom 1961 när hon deltog i Folkparkernas Artistforum. Laila Westersund sjöng April, april och busvisslade refrängen. Under tre somrar 1962–1964 turnerade hon i folkparkerna med Veckorevyns sommarföreställning Flugan. Där sjöng hon för första gången Trollet från Trollhättan, en text som Nils Perne och Sven Paddock specialskrivit åt henne. 1965 började Laila Westersund turnera i folkparkerna med egna föreställningar och med egen orkester. Hon belönades med folkparkernas guldnål efter 25 års flitigt turnerande. Ofta körde hon turnébussen själv.
För många är Laila Westersund förknippad med Hagge Geigerts revyer på Lisebergsteatern i Göteborg. Deras samarbete pågick under 30 år (med undantag för några kortare avbrott). Det var i Hagges revy 1980 som hon för första gången gjorde entré som Sexobjektet, tjejen som jobbade på bilverkstad med dreglande karlar som arbetskamrater. Med snus under läppen, skitig overall och mössa drog hon ner skrattsalvor och visade känsla för tajming och publikkontakt. Sexobjektet blev en klassiker som visades i TV och gavs ut på grammofonskiva. Minnesvärda är också Westersunds imitationer av bland annat Jerry Williams, Gunnar Sträng och Olof Palme.
Ibland gjorde hon avstickare från Hagge för att arbeta i andra sammanhang. Gösta Bernhard gav henne en talroll i komedin Det glada äpplet på Lisebergsteatern 1971. Hon spelade nyårsrevy med Tjadden Hällström i Skövde 1972 och turnerade med Tjadden i folkparkerna under några somrar. 1968 var hon moatjé till Owe Thörnqvist i en krogshow på Berns i Stockholm. Hon gästspelade i Helsingborgsrevyn En 75:a Skåne 1975. Hon samarbetade med Rockfolket i en krogshow på Bacchi Wapen 1978, där Westersund spela dragspel tillsammans med Leif "Burken" Björklund. Två somrar turnerade hon med Riksteatern, först som Klärchen i operetten Vita Hästen 1982 och sedan titelrollen i Teskedsgumman 1983. En annan höjdpunkt i karriären var farsen Leva loppan mot Carl-Gustaf Lindstedt på Vasan 1986. När Hagge Geigert slutade att spela revy och i stället övergick till farser och komedier hade Laila Westersund sin givna plats i ensemblen. Bland de många farserna kan nämnas Arsenik och gamla spetsar, Kuta och kör, Snésprång, Hotelliggaren och Omaka par. I farsen Panik på kliniken 1993 gjorde hon succé i rollen som Rufus Krut, en 85-årig långvårdspatient. Hon fick en guldmask för bästa kvinnliga biroll i Min mamma herr Albin som spelades på Folkan i Stockholm 1995. Året därpå gjorde hon rollen som Prusseluskan under en tältturné med Pippi Långstrump. Tillsammans med bland annat Mats Ljung och Stefan Ljungqvist bildade hon det parodiska dansbandet Matz-Ztefanz med Lailaz som spelade upp till dans i samband med revyn Sommarskôj på Lisebergsteatern under tre somrar 1997–1999.
Efter många år bestämde sig Laila Westersund för att sätta punkt för karriären. Regissören Krister Claesson övertalade henne att åter ställa sig på scenen och hon gjorde comeback i farsen Stulen kärlek 2004 som blev en långkörare på Lisebergsteatern i Göteborg, senare på Intiman i Stockholm och slutligen på turné runt om i landet.
Westersund filmdebuterade 1961 i Raggargänget. Hon spelade majorens dotter Bylitta i För tapperhet i tält 1966 och var hushållerska i Anderssonskans Kalle 1972. Hon har även medverkat i flera av Galenskaparna och After Shaves filmer, bland andra Leif och Hajen som visste för mycket. I TV har hon medverkat i serier som bland annat Vi ses på Bråddvaj, Clark Kent och Polisen som vägrade ta semester. Hon förekom även i tävlingsprogram som Femettan, Gäster med gester och Prat i kvadrat. Hennes sista TV-insats var i Jonson och Pipen 2007, där hon spelade Häxan som visar sig vara Jonsons mor. Westersund har sjungit in ett flertal grammofonskivor och hamnade på Svensktoppen första gången 1964 med låten Singel och sand och 1970 med Körsbär måste vara söta. På senare år samarbetade hon med Tommy Dahlman och Paul Paljett i en föreställning om sorg och tröst som turnerade i västra Sverige. Hon gjorde även framträdanden tillsammans med musikern Lennart Palm. Sitt allra sista framträdande gjorde hon i Falkenberg hösten 2010.

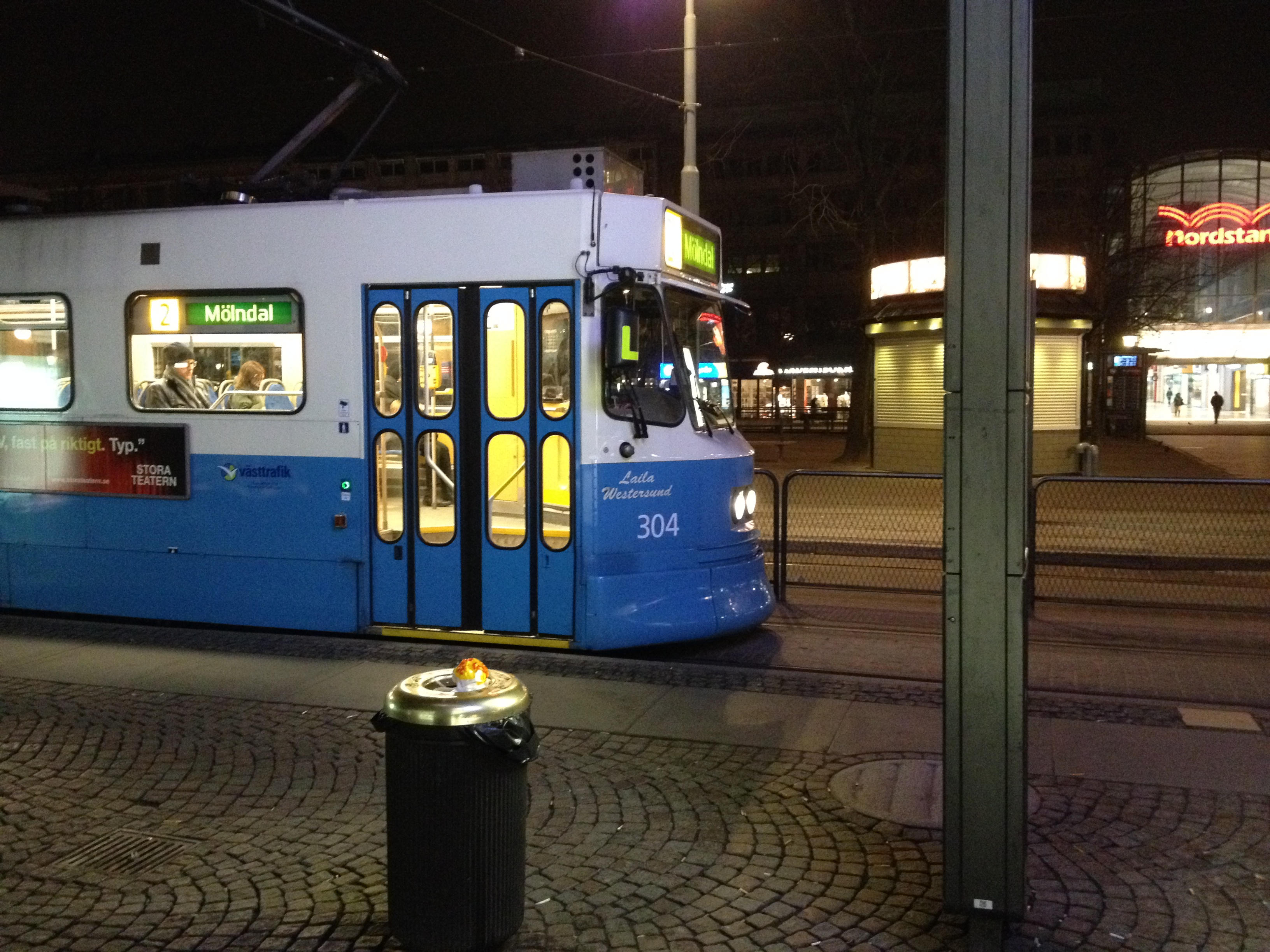
Spårvagnen Laila Westersund vid Brunnsparken, 2014.

Hon fick flera utmärkelser, bland annat Göteborgs Stads Förtjänsttecken i guld, Stallbrödernas pris Revyräven och Stallfåglarnas Humorpris. Hon har också fått sitt namn på Göteborgsspårvagnen M31 304.
Laila Westersund avled 2011 av cancer. Efter hennes eget önskemål ägde begravningsgudstjänsten rum på Lisebergsteatern. Hon är begraven på Götalundens begravningsplats i Trollhättan.

## Filmografi (i urval)
- 1962 – Raggargänget
- 1963 – Det är hos mig han har varit
- 1965 – För tapperhet i tält
- 1972 – Anderssonskans Kalle
- 1972 – 47:an Löken blåser på
- 1982 – Vi ses på Bråddvaj (TV-serie)
- 1985 – Skrot-Nisse och hans vänner (röst) (TV)
- 1987 – Leif
- 1988 – Clark Kent (TV)
- 1988 – Polisen som vägrade ta semester (TV)
- 1989 – Hajen som visste för mycket
- 1990 – Macken – Roy's & Roger's Bilservice
- 1991 – Facklorna (TV)
- 1991 – Trappen (TV)
- 1996 – Lilla Jönssonligan och cornflakeskuppen
- 2007 – Jonson och Pipen - I Rikets Otjänst (TV)

## Diskografi (i urval)
- 1967 – Hagge Geigerts revy
- 1975 – Tjaddenrevyn Alltid retar det nån
- 1977 – Tjaddenrevyn Garva för livet
- 1979 – Rockfolket TV-special
- 1997 –  Matz-Ztefanz med Lailaz Volym 1
- 2005 –  Matz-Ztefanz med Lailaz Volym 2

## Teater

### Roller (urval)
| År   | Roll             | Produktion                       | Regi             | Teater                     |
| ---- | ---------------- | -------------------------------- | ---------------- | -------------------------- |
| 1986 |                  | Leva loppan Georges Feydeau      | Pierre Fränckel  | Vasateatern                |
| 1994 | Ulla             | Omaka par Neil Simon             | Arne Strömgren   | Lisebergsteatern           |
| 1995 | Madame Dieulafoi | Min mamma herr Albin Jean Poiret | Hans Bergström   | Folkan                     |
| 2004 | Eva Persson      | Stulen kärlek Krister Claesson   | Krister Claesson | Lisebergsteatern, Göteborg |
| 2005 | Eva Persson      | Stulen kärlek Krister Claesson   | Krister Claesson | Intiman                    |